# Археозоология
Археозоологията (или Зооархеологията, Палеозоология) е дял на археологията, който изучава фаунални останки, свързани с древните хора. Фауналните останки са предметите, оставени след смъртта на животно. Включва – кости, черупки, коса, хитин, люспи, кожи, протеини и ДНК. От тези предмети костите и черупките са тези, които се срещат най-често на археологически обекти, където могат да бъдат намерени останки от фауна. През повечето време повечето фаунални останки не оцеляват. Те често се разлагат или чупят поради различни обстоятелства. Това може да създаде трудности при определянето на останките и изразяването на тяхното значение.